# 德拉普拉薩總統鎮

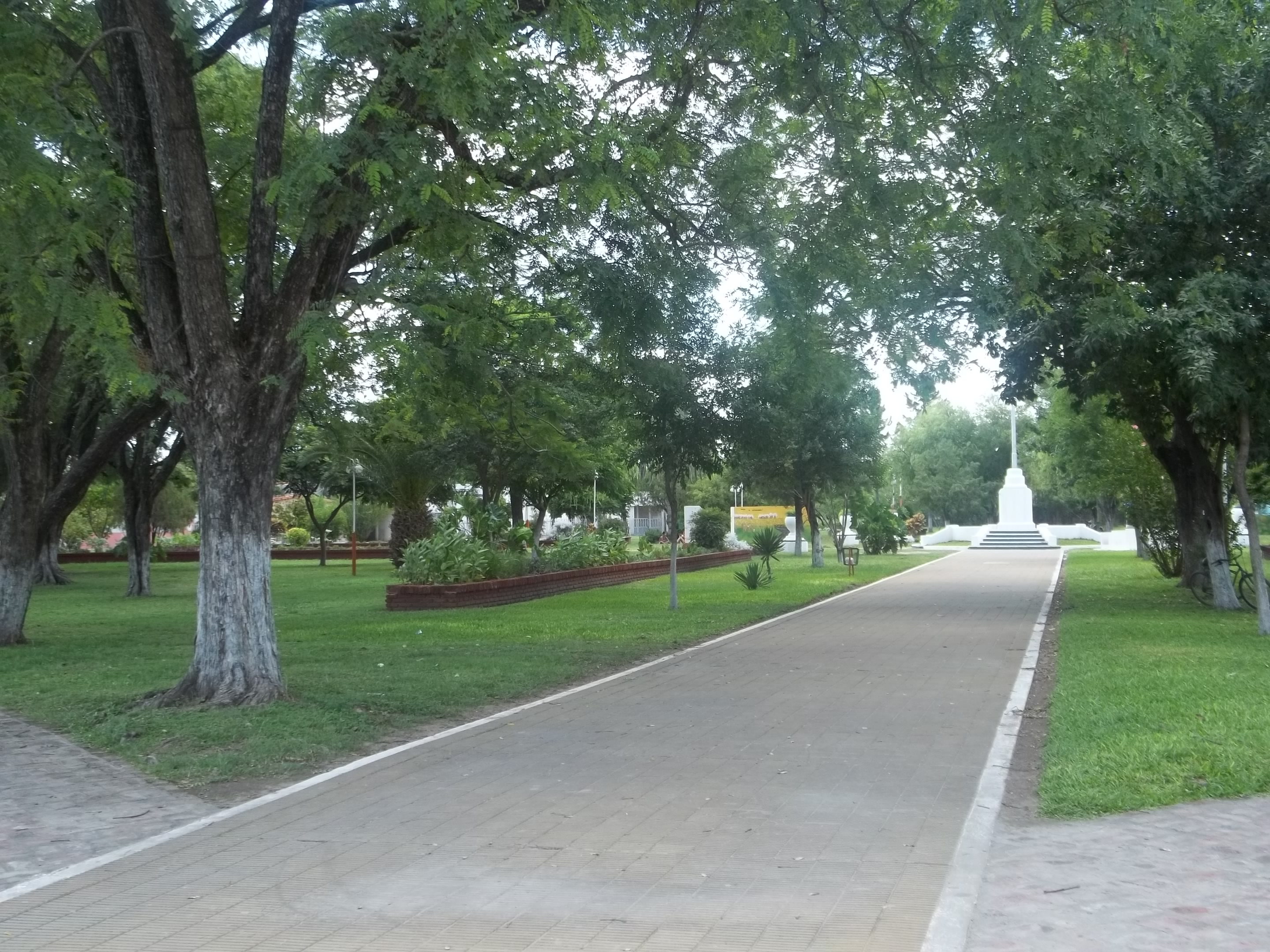
德拉普拉薩總統鎮

26°59′S 59°50′W / 26.983°S 59.833°W
德拉普拉薩總統鎮（西班牙語：Presidencia de la Plaza），是阿根廷的城鎮，位於該國北部查科省，是德拉普拉薩總統縣的首府，始建於1911年，海拔高度81米，主要經濟活動是畜牧業，2001年人口8,417。